# テイルズ オブ ザ ワールド レディアント マイソロジー
『テイルズ オブ ザ ワールド レディアント マイソロジー』（TALES OF THE WORLD Radiant Mythology）は、2006年12月21日にバンダイナムコゲームスから発売されたPlayStation Portable用RPG（公称ジャンル名は「きみのためのRPG」）。

## 概要
『テイルズ オブ』シリーズのキャラクターが作品を越えて共演する作品で、19人（内、戦闘参加は14人）が登場する。シリーズキャラクターが一堂に会するというコンセプトは以前発売されていた「なりきりダンジョン」シリーズと似ているが、本作ではプレイヤーが作成したキャラクターが主人公となり、テイルズ オブ シリーズの歴代キャラクターと一緒に冒険することができる。
「マイソロジー」とは「マイ」（自分）と「ミソロジー」（神話学）の造語で、自己探求学の意。
北米ではグレードポイントを用いてのアイテム・装備品の購入など、追加要素をプラスされたものが発売された。

## システム

### キャラクターメイキング
名前、職業、フェイスパターン、性別などを自由に設定できる。職業は初期状態で選べるのは戦士、盗賊、僧侶、魔術師の4種類だが、ストーリーが進むにつれて剣士や格闘家など職業が増えていく。

### クエスト
プレイヤーはメインストーリーのほか、各アドリビトムの受付にて提示される様々なクエスト（モンスター退治から料理の配達まで）を受け、それをこなしていく。

### 戦闘システム
システムは『テイルズ オブ ジ アビス』の「FR-LMBS」をベースとしている。フリーランにより3D空間を自由に動いて戦うことが出来るアクション戦闘になっている。また、「オーバーリミッツゲージ」も存在し、これを利用した「オーバーリミッツ」の発動や「秘奥義」システムなども『テイルズ オブ ジ アビス』と同様である。ADスキルやFOFといったシステムは廃止され、シンプルなものとなっている。
見所としては、発動するとターゲットしている敵に4人のメンバーが連続で術技を使用する「連携」がある。こちらは「オーバーリミッツゲージ」が満タンになったときに発動できる。また、特技が「特技」「秘技」「奥義」の3つに分類されていて、順にキャンセルして連携することができる。
敵キャラクター（エネミー）については今回登場する一部のキャラクター（アウロラ等）を除けば100%『テイルズ オブ ジ アビス』（オタオタ等）の敵キャラクターが裏ダンジョンを含め採用されて登場している。

### 職業一覧
以下は主人公が転職可能な職業の一覧。
剣士・格闘家・ビショップ・魔法剣士・狩人・忍者は上級職で、ゲーム開始時に選ぶことが出来ない。また、上級職へ転職するには、それぞれの「紹介状」と相応のグレードポイントが必要となる。また、各職業には男女1人ずつ傭兵が設定されており仲間に入れることが出来る。
- 戦士 - パワー重視の職業であらゆる武器と体術を使って戦う。初心者向け。傭兵はオーギュスト（男）とレイチェル（女）。
- 盗賊 - 短剣を用いた隙のない攻撃と素早い動きで敵を撹乱し、またアイテムを盗むこともできる。初心者、中級者向け。傭兵はムスタファ（男）とフェイ（女）。
- 僧侶 - 後方から回復魔法や補助魔法、光魔法で味方をサポートする。上級者向け。傭兵はシーガル（男）とロッタ（女）。
- 魔術師 - 後方から魔法で攻撃する。最終的には後述のビショップよりも強力な攻撃魔法を覚える。上級者向け。リチャード（男）とユン（女）。
- 剣士 - 純粋に剣のみを扱い、多彩な技で戦う上級職。傭兵はヴォイト（男）とヴィヴィアン（女）。
- 格闘家 - 己の拳を武器とする上級職。ダウンしている敵に有効な投げ技を使うことができる。傭兵はステイサム（男）とナオミ（女）。
- ビショップ - 回復魔法と攻撃魔法をバランスよく使いこなす上級職。傭兵はハーヴェイ（男）とウルスラ（女）。
- 魔法剣士 - 剣と魔法を使いこなす上級職。万能だが、装備可能なアイテムがある程度限られてしまう。傭兵はフォックス（男）とハルベリー（女）。
- 狩人 - 弓矢による遠距離攻撃や補助技で味方をサポートする上級職。ディーゼル（男）とロビンライト（女）。
- 忍者 - 特殊な動きと独自の技を使う上級職。傭兵はマシュー（男）とマギー（女）。

### 生産
他のキャラクターからレシピを教えてもらうと「生産」ができるようになる。「生産」コマンドでは、従来のテイルズ オブ シリーズにあった「料理」だけでなく、武器や防具の強化、アイテムの作成などができるようになっている。料理では食材アイテムから回復アイテムの「料理」を作る。例えば「パン」と「レタス」と「チーズ」からパーティー全員のHPを15%回復させる「サンドイッチ」を作るなど。「鍛冶」、「服飾」、「道具」では武器や防具を鉱石や宝石で強化できる。パラメータの強化だけでなく、特殊能力を付加することもできる。また、石ころを研磨剤にしたり、複数のアイテムから別のアイテムを作成することもできる。ただし、成功率や強化の効果は生産スキルに依存する。

### Web連動
本作はネットワークに対応しており、自分の作成したキャラクターを公式サイトにアップロードすることができる、他人がアップロードしたキャラクターをダウンロードし、傭兵として雇うなどのことが可能であったが、2007年7月2日からは、傭兵のダウンロードのみが可能となっている。また、特殊なアイテムが「プレゼント」として配信されている。

#### 過去のプレゼントキャンペーン
新アイテムの配信は「夏のアイテムセット」をもって終了した。以前はそれぞれ期間限定での配信だったが、現在は過去に配信されたアイテムもダウンロードできるようになっている。
- 「クリスマスアイテム」（2006年12月21日 - 2007年1月10日配信）
- 「ニューイヤーパーティーセット」（2006年12月28日 - 2007年1月10日配信）
- 「アイドルマスター期間限定コスチューム第1弾」（2007年1月10日 - 2月6日配信）
- 「節分アイテムセット」「アイドルマスター期間限定コスチューム第2弾」（2007年1月24日 - 2月20日配信）
- 「カノンノからのバレンタイン＋ねこにんアイテムセット」（2007年2月7日 - 3月6日配信）
- 「アイドルマスター期間限定コスチューム第3弾」（2007年2月21日 - 3月21日配信）
- 「スポーツセット+ひなまつりアイテム」（2007年2月28日 - ）
- 「お料理セット」（2007年3月8日 - ）
- 「セネルの格闘セット」（2007年3月14日 - ）
- 「天使と悪魔セット」（2007年3月22日 - ）
- 「卒業パーティーセット」（2007年3月28日 - ）
- 「春のオシャレセット」（2007年4月4日 - ）
- 「新生活応援セット」（2007年4月11日 - ）
- 「リフィルの発掘セット+フィリアのメガネセット」（2007年4月18日 - ）
- 「海鮮セット」（2007年4月25日 - ）
- 「折り紙兜」（2007年5月2日 - ）
- 「夏のアイテムセット」（2007年5月9日 - ）

## ストーリー
「蝕むモノ」によって消滅の危機に瀕した世界テレジアは、最後の希望として世界樹より自身の分身である主人公（ディセンダー）を生み出す。主人公は世界を救うため、異世界ヤウンのディセンダーモルモ、記憶喪失の少女カノンノ、テイルズ オブ シリーズのキャラクターたちと共に旅立つ。
彼らとともに行動する中で主人公は異世界のディセンダーであるウィダーシンに出会い、蝕むモノがウィダーシンの世界「ギルガリム」であると告げられる。ウィダーシンはマナが少なく荒廃していたギルガリムを種子の状態へと戻し、他の世界を捕食させ完全な世界を作ろうとしていた。ウィダーシンを追う中でカノンノの記憶が戻る。彼女は異世界パスカのディセンダーで、滅びに瀕していたパスカをウィダーシンの提案に乗せられギルガリムに捕食させたのである。自身の間違いに気付いたカノンノは、ウィダーシンではなく主人公とともに戦うことを選ぶ。
ウィダーシンを倒すと、ギルガリムに捕食された世界がマナとして流れ出した。主人公・モルモ・カノンノがマナをテレジアの世界樹に集めると、マナは種子となり異世界が再生する。モルモとカノンノは自身の世界へと帰り、主人公も世界樹へと帰っていく。

## 設定
世界の中心には「世界樹」が位置し、あらゆるものを形成している物質「マナ」を生み出している。世界樹は世界が危機に陥った際に、自身の分身である「ディセンダー」を生み出し、世界を救う。ディセンダーは「世界樹の守り手」とも呼ばれ、平和な世界に生み出されることもある。
物語の舞台となる世界「テレジア」はマナが非常に潤沢している。各街には「アドリビトム」という、簡単に言うと「何でも屋」の組織が存在する。アイリリーのものはガンゼルの圧政に対抗するレジスタンス、ドープルーンのものは魔物に対抗するための騎士団であるなど、街によって立ち位置が微妙に異なる。
テイルズ オブ シリーズからのゲストキャラクターは『テイルズ オブ ジ アビス』の2人を除き最初からテレジアの住人である（スター・システム）。

## 登場キャラクター

### オリジナルキャラクター
主人公（デフォルト名なし）
声 - （下記参照）
- （男）根本幸多 / 福原耕平 / 金子英彦
- （女）町井美紀 / 吉倉万里 / 川庄美雪

本作の主人公。ゲーム開始時に性別、外見、声、職業などを自由に選択できる。
テレジアの世界樹から生み出されたディセンダー（世界樹の守り手）。世界樹の持つ膨大なマナの力により、「蝕むモノ」の末端器官を消し飛ばすことができる。
モルモからは「相棒」と呼ばれ、他の人からは「君」「あなた」「お前」「あんた」などと呼ばれる。
カノンノ
声 - 工藤晴香
本作のヒロイン。アイリリーのアドリビトムで働く、明るい性格の少女。可愛い外見に反してそれなりの実力を持ち、組織や街の人々からの信頼は厚い。記憶喪失で、自分の名前以外年齢すら憶えていない。そのため、アイリリーを解放した後は、自分の記憶の手掛かりを探し、主人公と共に旅立つことになる。
正体は異世界パスカのディセンダー。マナを浪費して戦争を繰り返す人類に絶望して人間を根絶やしにし、ギルガリムを率いて現れたウィダーシンにパスカを捕食させた。その後、蝕むモノに手を貸してテレジアの世界樹を取り込もうとするがその力にはじかれ、記憶を失って倒れていたところをチェスターに助けられた。しかし、戻った記憶にショックを受け、奔走。行方不明となったがその後は主人公に救われ再びギルガリム討伐に向けてアドリビトムに戻る。
バスタードソードを両手で振り回し、火属性を主とする攻撃魔法も駆使して戦う魔法剣士。しかしプレイヤーキャラクターとして使用は不可能。
続編『テイルズ オブ ザ ワールド レディアント マイソロジー2』および『テイルズ オブ ザ ワールド レディアント マイソロジー3』では「パスカ・カノンノ」という名称で登場する。
モルモ
声 - 阪口大助
本作のマスコット。異世界ヤウンのディセンダー。ヤウンのほとんどを蝕むモノに食われてしまったため、同じく危機に瀕しているテレジアを助けるためやってきた。主人公の代弁役で、何かと突っ込み所の多いテイルズキャラクターたちに囲まれ、立場は完全に突っ込み役である。一部のイベント中を除いて常に主人公と共に行動し、主人公をサポートする。戦闘には不参加。
愛玩動物を思わせる白い体、短い手足、そして背中の二対の羽根が特徴的。ヤウンに於けるモルモの種は雌雄同体であり、雄雌の区別は無い。
次回作『レディアント マイソロジー2』では直接の登場はないものの、ローディング画面のシルエットや戦闘中のメニューのカーソルなど、さまざまなところで登場している。また、次々回作である『レディアント マイソロジー3』にも闘技場の受付として登場する。
ガンゼル
声 - 龍田直樹
アイリリーの統治者。元は病弱で冴えない男だったが、ウィダーシンから力を授けられてからは性格が豹変、独裁者となってしまった。街の人々を些細な理由で結界の社殿に次々と連行・監禁し、「他国からの脅威を排除するため」として隣国との接触を尽く絶った。
社殿に監禁された人々はギルガリムに捧げるための生贄であり、排他的な政治はそのことを隠蔽するための策であった。いくら力を得たとはいえ根はやはり小心者で、魔回廊にて主人公勢に敗れるとウィダーシンに命乞いをするが、計画を頓挫させたとしてギルガリムに捕食された。
その後、物語終盤で再び主人公の前に現れ勝負を挑み、跡形なく消え去った。
戦闘時には、毒の煙の放射や各種攻撃魔術を用いて戦う。
アウロラ
声 - 永島由子
ガヴァダ地方の科学者。「魔科学」と呼ばれる技術をガヴァダにもたらし、貧しかったガヴァダを一挙に発展させたため、町の住民からは敬われる存在。京都弁。服装はゴスロリで、両目は前髪に隠されている。
彼女もまたウィダーシンの手下であり、ガヴァダ地方へ魔科学技術を提供し、マナの大量消費によって脆弱化した大地をギルガリムに捕食させるため計画を進めていた。彼女自身も異世界のディセンダーであったが、とある原因で世界が滅びかけ、自身の願いによりその世界をギルガリムに捕食させて消滅させた。
戦闘では、蝶のような生物を利用した物理攻撃や、闇属性を主とする魔法攻撃で戦う。
ウィダーシン
声 - 島田敏
本作のラストボス。ギルガリムのディセンダー。全ての世界を一つにすることで、誰も死ぬことのない、永遠に続く世界を創るため、多くの世界をギルガリムに捕食させてきた。影でガンゼルやアウロラを使って世界樹を弱らせ、テレジアをギルガリムに取り込もうと画策する。
戦闘では、数種類の剣や攻撃魔法を駆使して戦う。

### シリーズキャラクター
登場している全19人のうち14人は、傭兵として各地の宿屋でパーティに誘うことができる。彼らはゲームがある程度進むと宿屋にてパーティに誘うことができるようになるが、主人公の名声や相手キャラクターとの好感度によっては断られることもある。いくら好感度が高くとも運が悪ければ断られることもある。キャラクターたちには一騎討ちの勝負を挑まれることもあり、関連のある人物と組んで1対2、1対3の戦いになることもある。
テイルズ オブ ファンタジア
チェスター・バークライト
声 - 伊藤健太郎
過去に亡くしてしまった妹の面影をカノンノに重ねており、過剰なまでに彼女の世話を焼こうとしている。原作では妹想いの「いい兄貴」だったのだが、今作では妹想いがいささか暴走していて、少々危ないシスコン男になっている。カノンノの記憶が戻った後は、落ち着いた「いい兄貴」という感じになっている。
アーチェ・クライン
声 - かないみか
ひたすら明るいハーフエルフの少女。妹を亡くしたチェスターのことを気にかけている。料理によってクラトスとロイドを撃沈させている。カノンノに対してしばしばジェラシーを抱く面も見せる。

テイルズ オブ デスティニー
スタン・エルロン
声 - 関智一
兵士だった祖父に憧れて田舎からドープルーンへやってきた。その後、騎士団（アドリビトム）へと入隊したという経緯を持つ。よくそこらへんで居眠りをし、それが原因でガンゼルの手下に捕まり閉じ込められる。
ルーティ・カトレット
声 - 今井由香
孤児院と、その収入源の宿屋を営んでいる女性。魔物や蝕むモノの侵攻により孤児が増える一方であるのに対し宿屋の収益は芳しくなく、苦しい生活を強いられている。
リオン・マグナス
声 - 緑川光
とてもシャイな性格（本人は否定している）で、他人と馴れ合うのが嫌い。ある事件を境に主人公の実力は認めることになりモルモに引けをとらない突っ込み役にもなる。モルモ曰く「ルーティと何か似てる」。かなりの甘党で、特にプリンが好物。フィリア曰く「特大サイズ5杯はペロリ」らしい。
ウッドロウ・ケルヴィン
声 - 速水奨
ドープルーンアドリビトムのギルドマスター。紳士であり高貴な雰囲気を漂わせているため、ドープルーンの女性からの人気は高い。遊学中の王子という噂もあるがどうやら本当らしい。戦闘には参加しない。
フィリア・フィリス
声 - 井上喜久子
元司祭の学者。今ではドープルーンアドリビトムの依頼を受け付け、様々なことでアドリビトムを助けている。スタンに好意を寄せている。戦闘には参加しない。

テイルズ オブ エターニア
リッド・ハーシェル
声 - 石田彰
猟師として生計を立てていたが、ガンゼルの圧政により街の外で狩りをすることが難しくなったため、とにかく食いつなぐためにアドリビトムへと入隊した。空を見上げてボーっとすることが趣味。また食べることも大好きで、アーチェの料理さえも難なく平らげるなど、原作よりも食い意地の張った描写がなされている。同じ猟師出身のチェスターとはいいコンビ。

テイルズ オブ デスティニー2
2人とも戦闘には参加しない。
ナナリー・フレッチ
声 - 川上とも子
宿屋を営んでいる女性。ルーティと共に孤児院の面倒も見ているが、宿屋経営の利益だけでは首が回らず、2人で頭を悩ませている。ちなみに職業は狩人。
ハロルド・ベルセリオス
声 - 平松晶子
常識離れした感性を持つ天才。日々怪しげな実験をしている、フィリアの師匠。モルモの弁当を奪って以来、モルモに「弁当ドロボー」と呼ばれるようになる。

テイルズ オブ シンフォニア
ロイド・アーヴィング
声 - 小西克幸
性格はわかりやすい熱血型。勘違いしやすく、初対面の主人公を敵だと思いこんで戦いを挑んできた。クラトスとはそりが合わず度々衝突しているが、同時に憧れており、いつかは彼のようになりたいと思っている。
クラトス・アウリオン
声 - 立木文彦
アイリリーアドリビトムのギルドマスター。寡黙で厳しいがゆえに冷血漢と勘違いされることもある。主人公の実力を認めてからは、何かと世話を焼いてくれる。ロイドへの対応を見たリフィルに「親子みたい」といわれる。
ジーニアス・セイジ
声 - 折笠愛
リフィルの弟。自分がまだ子供であることにコンプレックスを持っている。しかし魔法の腕は天才級。
リフィル・セイジ
声 - 冬馬由美
アイリリーアドリビトムの一員で、クエストの受付も担当している。知的な雰囲気を持つ女性だが、遺跡を目にすると性格が豹変する。

テイルズ オブ リバース
ユージーン・ガラルド
声 - 石塚運昇
ガヴァダアドリビトムのギルドマスター。「ガジュマ」という種族の生き残り。過去にアニーの父親をある事情から殺害しており、その負い目からアニーを実の娘のように気に掛けている。
アニー・バース
声 - 矢島晶子
ガヴァダアドリビトムのクエスト受付を担当する。医者を目指している。ユージーンに父親を殺されたという過去を持つ。戦闘には参加しない。

テイルズ オブ レジェンディア
セネル・クーリッジ
声 - 鈴村健一
テレジアの外から海を越えてやってきた青年。その際にはぐれてしまった妹のシャーリィを探して各地を旅している。ガヴァダに着いた所で世界の危機について知り、妹の住むこの世界を守るためにアドリビトムに力を貸すことになった。

テイルズ オブ ジ アビス
ルーク・フォン・ファブレ
声 - 鈴木千尋
ティアと共に別の世界から瞬間移動してきたという長髪の青年。非常にわがままな性格をしている。
ティア・グランツ
声 - ゆかな
ルークと共に別の世界から飛ばされてきたという女性。各地を旅し元の世界に戻る方法を探していたが、今いる世界が滅んでしまっては元も子もないと、アドリビトムに力を貸すことになった。冷静で大人びているが可愛い物好きで、本作ではモルモとユージーンにメロメロになる。

## 主題歌
『テイルズ オブ コモンズ』のテーマ曲も手掛けた植村花菜が担当する。
オープニングテーマは「光と影」、エンディングテーマは「紙ヒコーキ」。

## 予約特典DVD
ドラマチックDVD -レモングミ篇-
『テイルズ オブ シンフォニア』のゼロス・ワイルダー（小野坂昌也）と『テイルズ オブ ジ アビス』のジェイド・カーティス（子安武人）が司会をするおなじみの特別付録。リッド、セネル、ルーク、ロイドそしてオチ役としてヴェイグ、突っ込み役でしいなが登場する。

## 漫画
『テイルズ オブ マガジン』で連載された。著者は寿らいむ。カノンノが主人公となっている。
1. 2009年5月22日発売[9] ISBN 978-4-04-715247-2
2. 2010年2月23日発売[10] ISBN 978-4-04-715394-3

## 関連商品

### 書籍
- テイルズ オブ ザ ワールド レディアント マイソロジー 公式コンプリートガイド ISBN 978-4-902372-13-7
- テイルズ オブ ザ ワールド レディアント マイソロジー 冒険ガイドブック ISBN 4-7973-3960-8

### サウンドトラック
- テイルズ・オブ・ザ・ワールド レディアント・マイソロジー オリジナル・サウンドトラック

## 他作品との関連
テイルズ オブ ザ レイズ（2017年2月28日配信）
シリーズキャラクター共演作品。カノンノが登場。